# Мозес, Жан-Батист
Жан-Бати́ст Мозе́с (фр. Jean-Baptiste Mauzaisse; род. в ноябре 1784 года в Корбее (ныне Корбей-Эсон), Франция — ум. в 1844 году в Париже, Франция) — французский художник и литограф.

## Биография
Родился в 1784 году в Корбее, в бедной семье. Проходил обучение в Национальной высшей школе изящных искусств в Париже. Ученик Франсуа-Андре Венсана.
Работы художника начали выставляться в Парижском салоне в 1804 году. Одна из первых картин Мозеса, «Араб, оплакивающий смерть своего коня» (фр. L’Arabe pleurant son coursier), созданная в 1808 году, принесла художнику высшую награду Салона. Принимал участие в росписи некоторых потолков в Лувре, писал картины для Буржского собора и собора Святых Петра и Павла в Нанте. В 1824 году стал Кавалером ордена Почётного легиона.
Работы Жана-Батиста Мозеса включены в частные коллекции в Бордо, Дижоне, По, Амьене и Версале, а также входят в экспозиции таких музеев, как Лувр (Париж, Франция) и Метрополитен (Нью-Йорк, США).

## Галерея

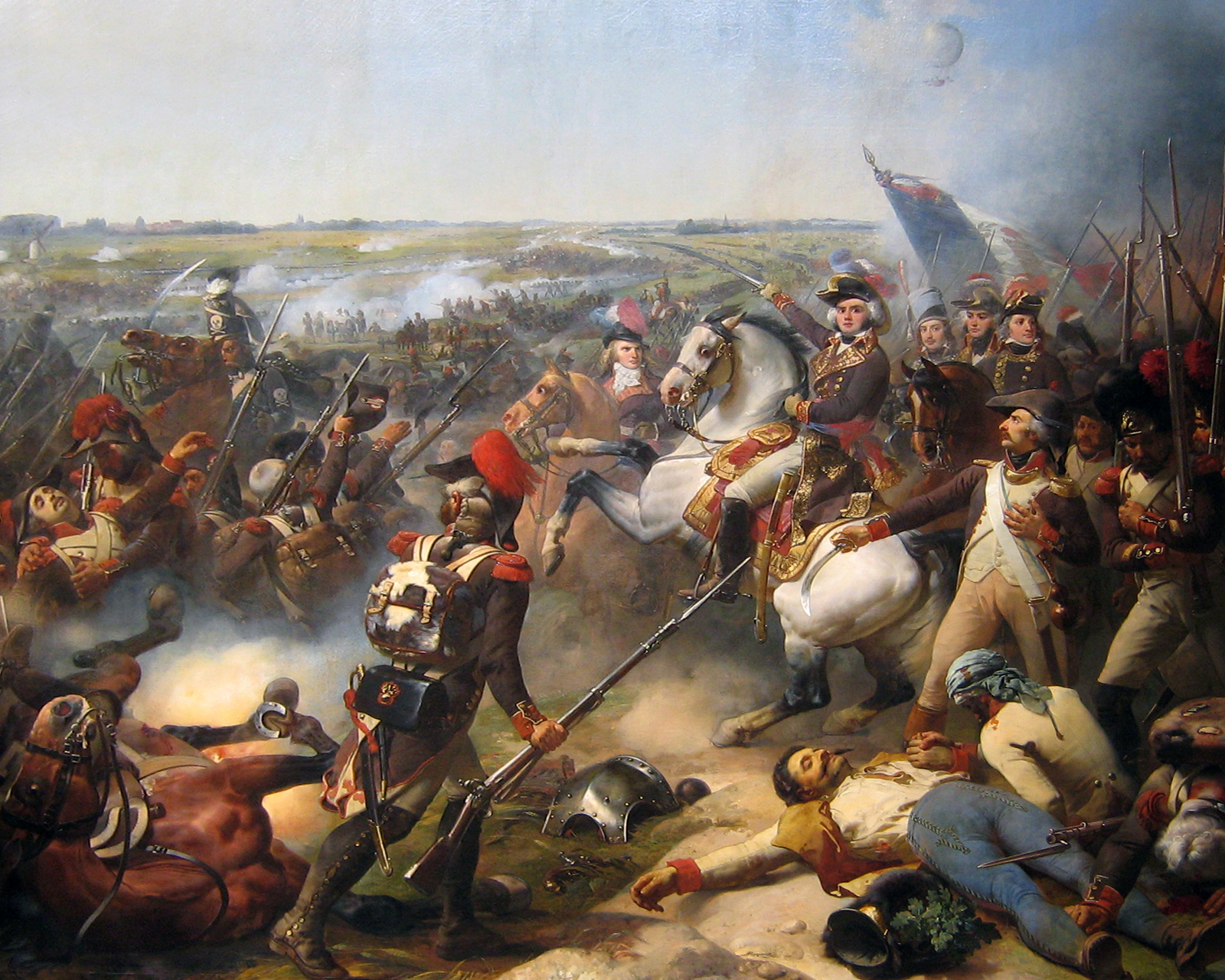
Битва при Флерюсе (1794)
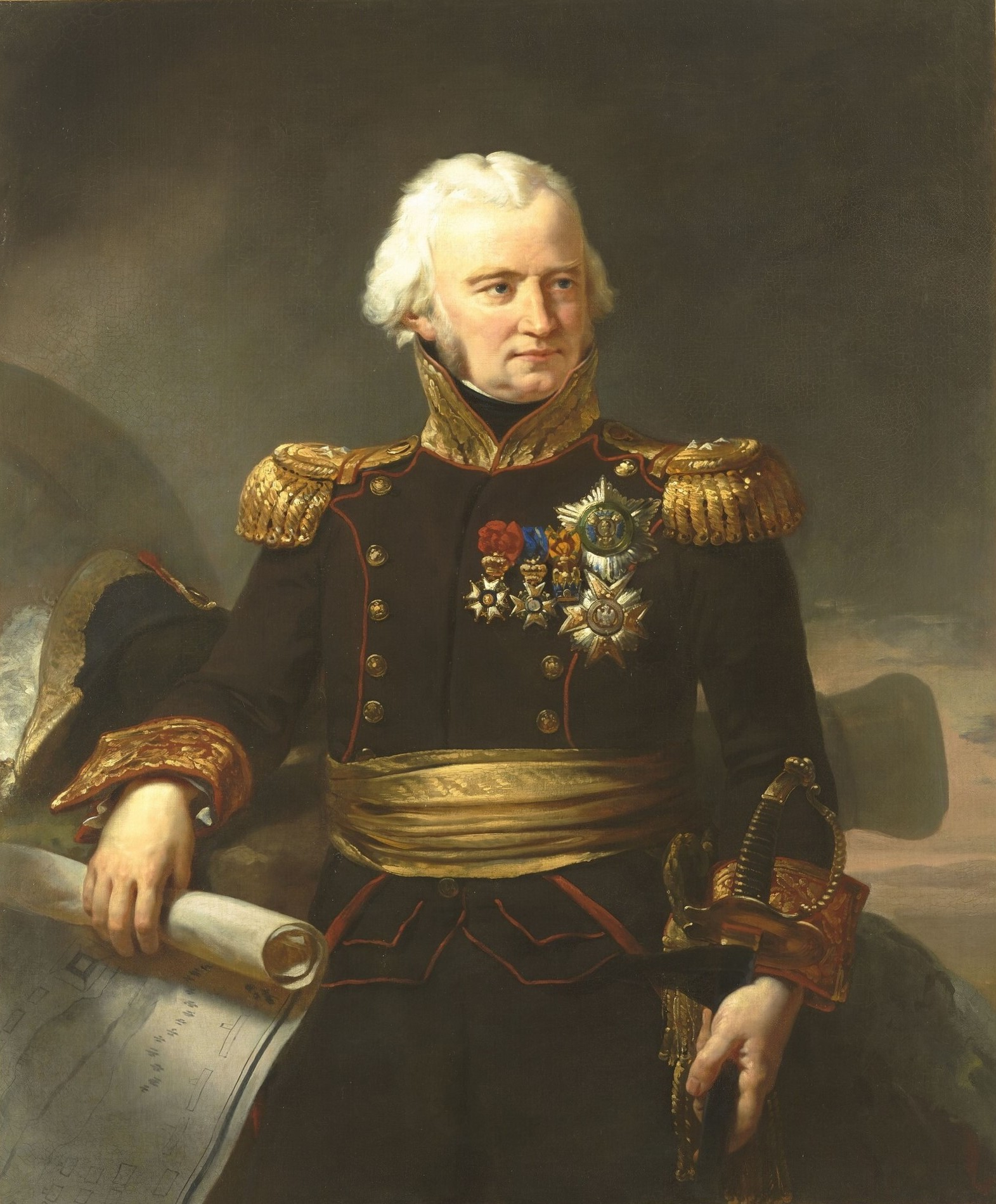
Портрет генерала Ларибуазьера
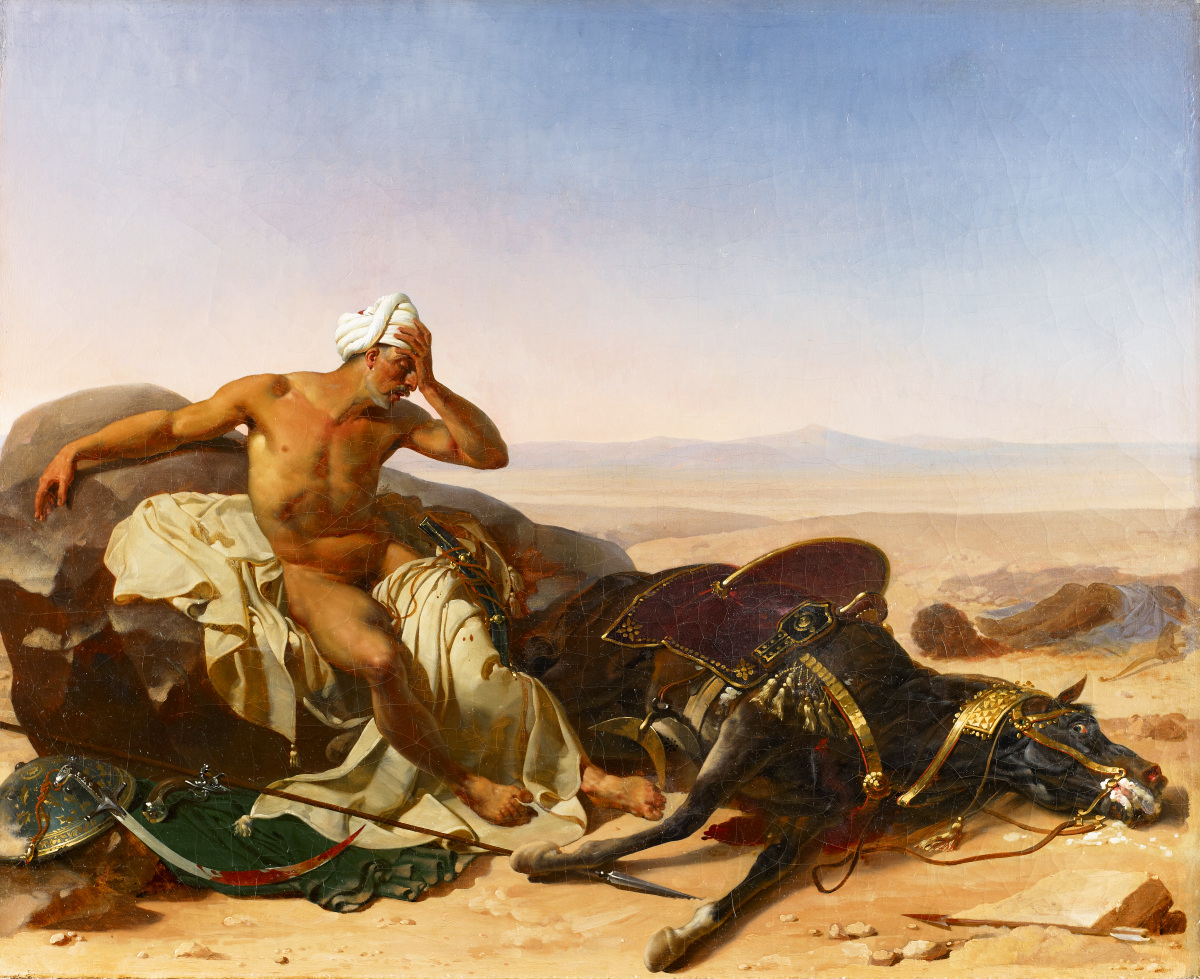
Араб, оплакивающий смерть своего коня
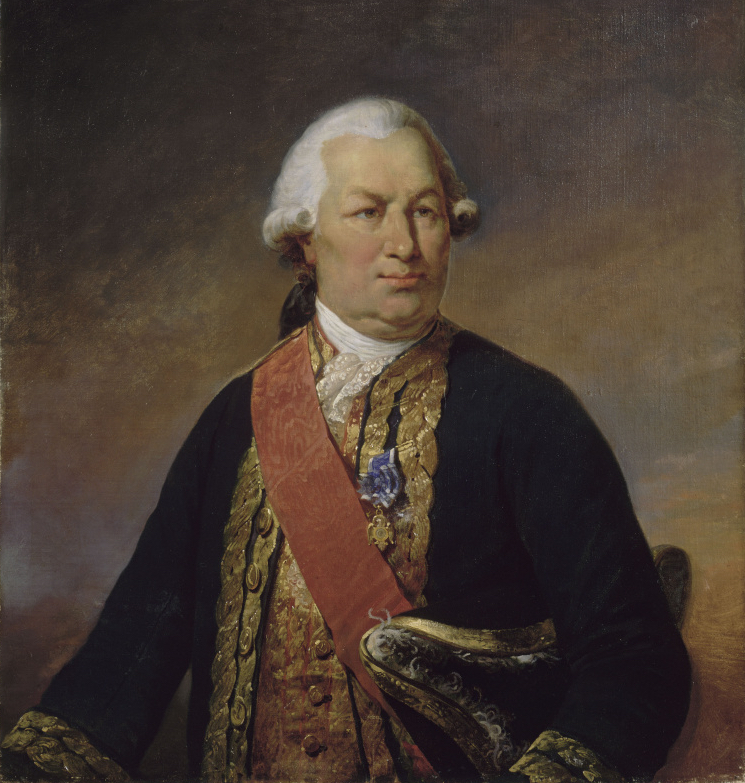
Портрет адмирала графа Франсуа де Грасса